# إسماعيل منصوري
إسماعيل المنصوري (ولد في 12 مارس 1988 في سور الغزلان) هو لاعب كرة قدم جزائري يلعب في كحارس مرمى مع اتحاد الجزائر في الرابطة الجزائرية المحترفة الأولى.

## مع النادي
في الثاني من أكتوبر 2010, لعب المنصوري في أول مباراة له مع اتحاد الجزائر في الرابطة الجزائرية المحترفة الأولى ضد مولودية سعيدة.

## إنجازات

### النادي
اتحاد الجزائر
- الرابطة الجزائرية المحترفة الأولى (2): 2013-14، 2015-16
- كأس الجزائر (1): 2013
- كأس السوبر الجزائري (2): 2013, 2016
- البطولة العربية للأندية (1): 2013

مولودية بجاية
- كأس الجزائر: 2015

## وصلات خارجية
- DZFoot الشخصي
- إسماعيل منصوري على موقع قاعدة بيانات كرة القدم.إي يو (الإنجليزية)
- إسماعيل منصوري على موقع Soccerway.com (الإنجليزية)